# Westerplatte

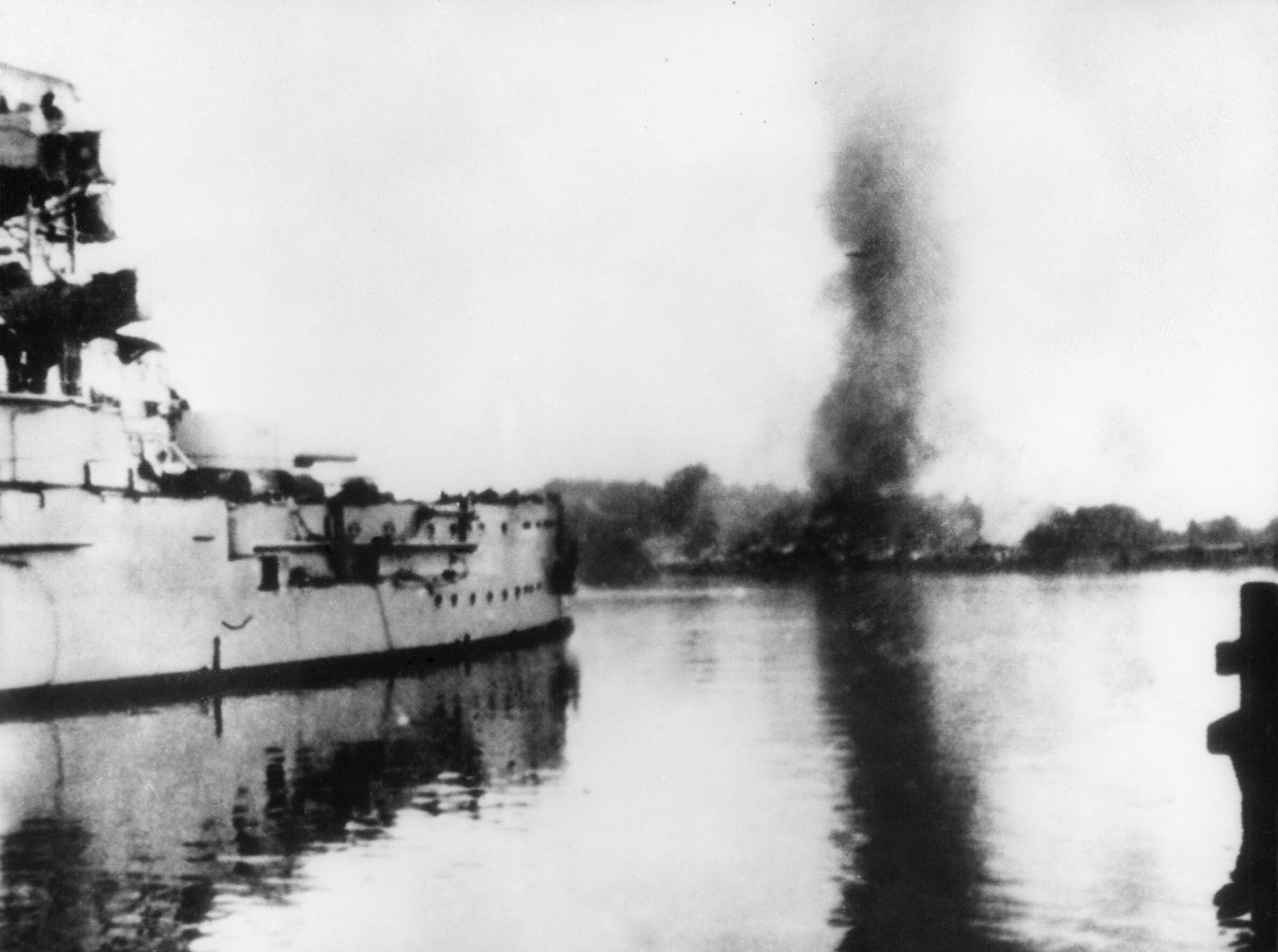
Tyskt slagskepp beskjuter Westerplatte den 1 september 1939.

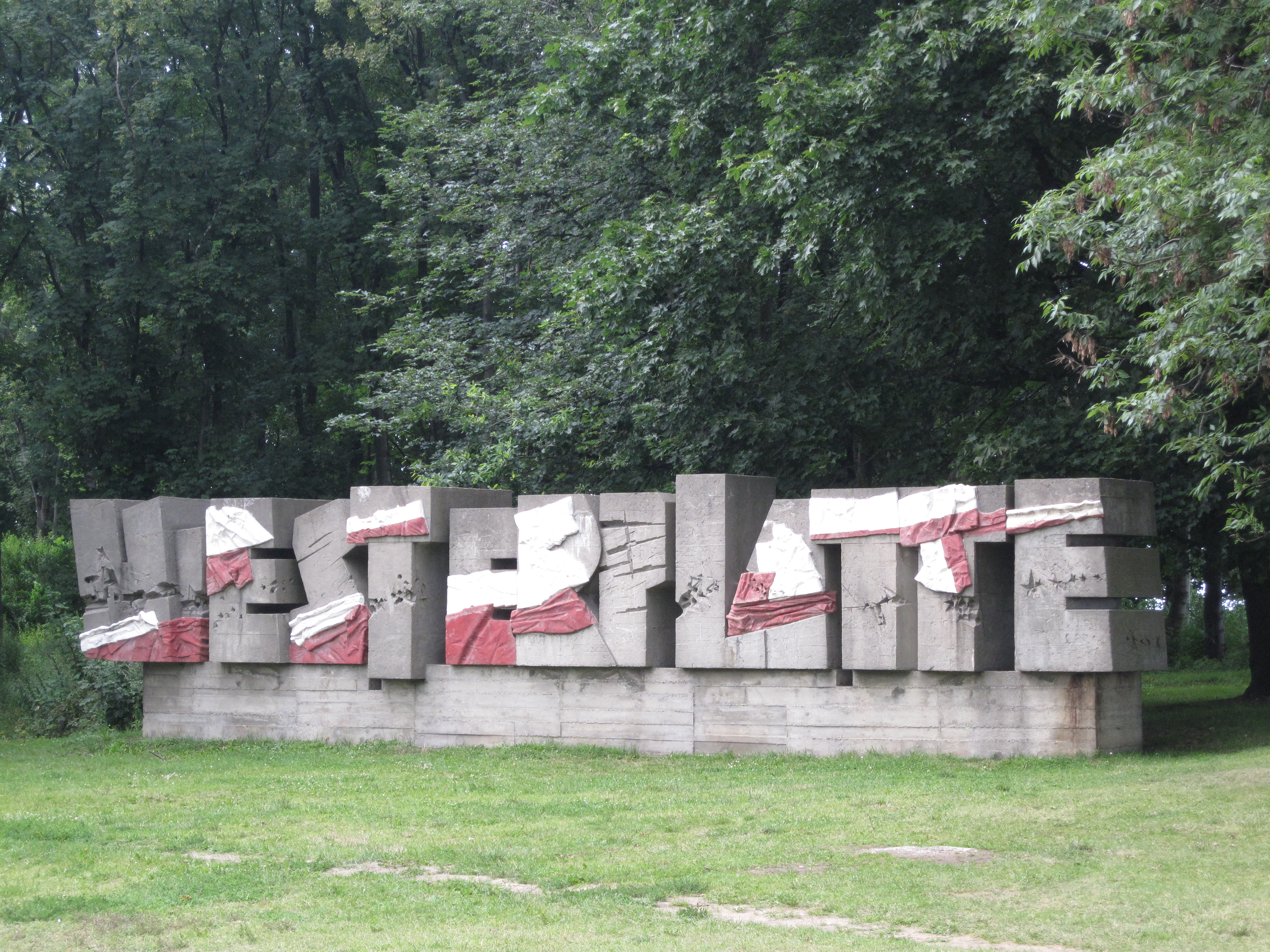
Minnesvård på Westerplatte.

Westerplatte är en halvö i Gdańsk i Polen, belägen vid mynningen av "Döda Wisła" (en av Wisłas flodmynningar i deltat i Östersjön). Mellan 1926 och 1939 var platsen tillerkänd Polen som depå för ammunition inom territoriet för fria staden Danzig.
Halvön är mest känd för slaget om Westerplatte som var den första konfrontationen mellan polska och tyska styrkor under det tyska överfallet på Polen i inledningsskedet av andra världskriget, då den lilla polska garnisonen under sju dagar avvärjde starka tyska anfall.